# Red Dog Mine
Red Dog Mine é uma Região censo-designada localizada no estado americano de Alasca, no Distrito de Northwest Arctic.

## Demografia
Segundo o censo americano de 2000, a sua população era de 32 habitantes.
Em 2006, foi estimada uma população de 32, um aumento de 0 (0.0%).

## Geografia
De acordo com o United States Census Bureau, a localidade tem uma área de 173,2 km², sem área coberta por água.

## Localidades na vizinhança
O diagrama seguinte representa as localidades num raio de 136 km ao redor de Red Dog Mine.